# Тедингхаузен
Тедингхаузен (њем. Thedinghausen) општина је у њемачкој савезној држави Доња Саксонија. Једно је од 11 општинских средишта округа Ферден. Према процјени из 2010. у општини је живјело 7.537 становника. Посједује регионалну шифру (AGS) 3361013, NUTS (DE93B) и LOCODE (DE THD) код.

## Географски и демографски подаци
Тедингхаузен се налази у савезној држави Доња Саксонија у округу Ферден. Општина се налази на надморској висини од 13 метара. Површина општине износи 65,9 km². У самом мјесту је, према процјени из 2010. године, живјело 7.537 становника. Просјечна густина становништва износи 114 становника/km².